# Desa Dangiang (administrativ by i Indonesien, lat -7,46, long 107,87)
Desa Dangiang är en administrativ by i Indonesien.   Den ligger i provinsen Jawa Barat, i den västra delen av landet, 180 km sydost om huvudstaden Jakarta.